# Jugoslavia ai VI Giochi olimpici invernali
La Jugoslavia partecipò ai VI Giochi olimpici invernali, svoltisi a Oslo, Norvegia, dal 14 al 25 febbraio 1952, con una delegazione di 6 atleti impegnati in tre discipline.